# 亨貝格 (聖加侖州)

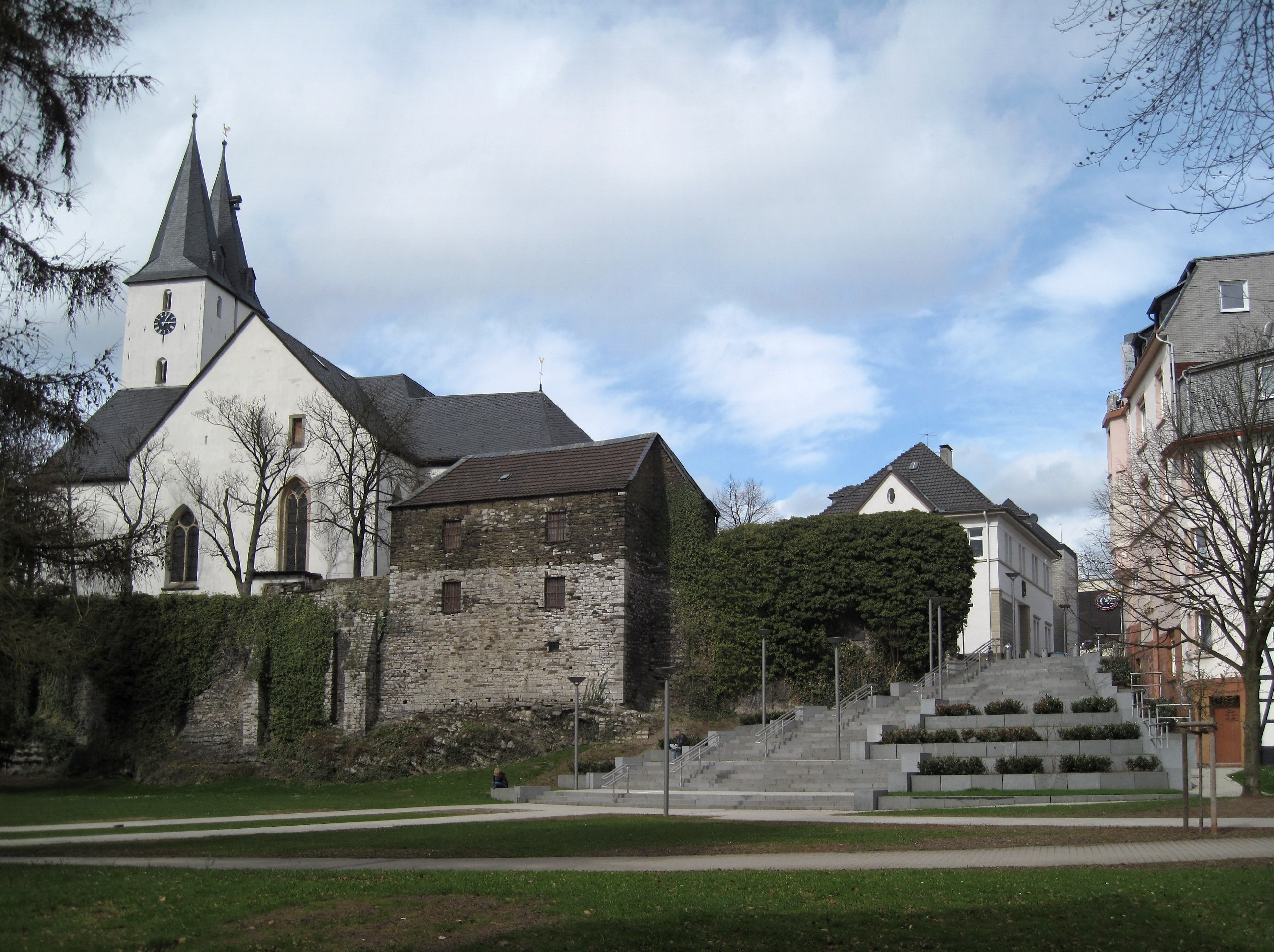

亨貝格是瑞士的城鎮，位於該國東北部，由聖加侖州負責管轄，面積20.18平方公里，海拔高度935米，2011年人口955，七成人口信奉基督教，人口密度每平方公里47人。

## 外部連結
- Official website （德文）